# Сандрингем
Сандрингем (англ. Sandringham) — деревня и приход на западе графства Норфолк (Англия). Относится к неметрополитенскому району Кингс-Линн-энд-Уэст-Норфолк. Деревня наиболее известна Сандрингемским дворцом, резиденцией британских монархов.
Территория прихода достигает побережья залива Уош и включает в себя деревни Уэст-Ньютон и Волфертон. Площадь составляет 41,91 км².
Деревня с прилежащими землями и дворцом была приобретена королевой Викторией по просьбе престолонаследника, принца Уэльского, в 1861 году. Несколько британских монархов использовали Сандрингемский дворец в качестве зимней резиденции во время охотничьего сезона. Во дворце скончался Георг VI в 1952 году.
Храм был восстановлен в 1857 году. В церковном дворе находится часовня, построенная в 1866 году на деньги принца Уэльского. В деревне находится церковь святой Марии Магдалины XVI века, которую часто посещает королевская семья. В этой же церкви были крещены Георг VI, Мария Великобританская, Улаф V, Джон Великобританский, Диана, принцесса Уэльская, и принцессы Евгения Йоркская и Шарлотта Уэльская.
Население в 2001 году составляло 402 человека, в 2011 году — 437 человек.
Динамика численности населения:
| 1801 | 1811 | 1821 | 1831 | 1841 | 1851 | 1881 | 1891 | 1901 | 1911 | 1921 | 1931 | 1951 | 1961 | 2001 | 2011 |
| ---- | ---- | ---- | ---- | ---- | ---- | ---- | ---- | ---- | ---- | ---- | ---- | ---- | ---- | ---- | ---- |
| 48   | 78   | 72   | 81   | 53   | 60   | 81   | 191  | 98   | 104  | 96   | 174  | 608  | 557  | 402  | 437  |